# 井上隆之
井上 隆之（いのうえ たかゆき、1月30日 - ）は、日本の元男性声優。広島県出身。

## 経歴
- 1993年青二塾大阪校11期生。
- 1995年青二塾大阪校11期生卒業後、青二プロダクション所属。
- 2001年青二プロダクション退社、再度事務所移籍するが退社し、フリー。
- 詳しい時期は不明だが、2011年にはすでに役者を引退して家業を継いでいる。『スクライド オルタレイション TAO』では広島から上京して収録に臨んでいたとのこと[1]。

## 出演

### テレビアニメ
1995年
- フォーチュン・クエストL（エイブスの部下）

1996年
- 地獄先生ぬ〜べ〜（堀江清、男、男子、男性、ボーイ）

1998年
- ゲゲゲの鬼太郎（第4作）（子供、作業員B）
- DTエイトロン（少年B）
- ドクタースランプ（若い男）
- 名探偵コナン（1998年 - 2007年、川上智也、横山刑事、ボーイ、鑑識A 他）
- ヨシモトムチッ子物語（フンコロガシクラノ）
- ロードス島戦記 -英雄騎士伝-

1999年
- アークザラッド（ハンターC）
- ちびまる子ちゃん（消防団員、ダウンタウン）
- ワイルドアームズ Twilight Venom（警官A）
- ONE PIECE（海賊）

2000年
- 勝負師伝説 哲也（無精ヒゲ、男A、玄人B 他）
- マシュランボー（バッタ兵）

2001年
- スクライド（イーリャン、イーリャン3、イーリャン4、市民、老人）
- PROJECT ARMS（医師、生徒、研究員）

2002年
- 機動戦士ガンダムSEED（トール・ケーニヒ、兵士）
- 天使な小生意気（男子3）

2003年
- プラネテス（友人A）

2004年
- じゃがいぬくん（キューリバード）

2005年
- エンジェル・ハート（オペレーターB、監視員B、警察無線、情報屋、ホスト、ヤクザ）

### OVA
- 銀河英雄伝説（1996年）
- BE-BOP-HIGHSCHOOL 7（1998年、天保不良）
- ぐるぐるタウンのはなまるくん（1999年、しまお）
- 新・湘南爆走族 荒くれないと2（2004年、チーマー）

### 劇場アニメ
- 地獄先生ぬ〜べ〜 恐怖の夏休み!!妖しの海の伝説（1997年、堀江清）
- 名探偵コナン 世紀末の魔術師（1999年、刑事B）
- 名探偵コナン 天国へのカウントダウン（2001年、社員B）
- スクライド オルタレイション TAO / QUAN（2011年 - 2012年、イーリャン） - 2作品

### ゲーム
1990年代
- Hop Step あいどる☆（1997年、稲田真也）
- ラングリッサーIV（1998年、アイヴァー、アレックス）
- ラングリッサーV 〜The End of Legend〜（1998年、ギルモア新皇帝）
- 学園戦隊ソルブラスト（1999年、天王丸龍居）
- ソウ楽都市OSAKA（1999年、ワイルド・サンダーアーム）

2000年代
- ゲイルガンナー（2000年、トラッシュ）
- メタルギアソリッド2（2001年）
- 機動戦士ガンダムSEED シリーズ（トール・ケーニヒ）
- SDガンダム GGENERATION（2004年 - 2025年、トール・ケーニヒ） - 4作品

### 吹き替え

#### 映画
- ノー・グッド・シングス

#### アニメ
- フランクリン物語（キツネ、ビーバーパパ、ヤマアラシ、ライオン）

### ドラマCD
- 機甲都市 伯林（アインス3）
- 天は赤い河のほとり（サウンドシアター2・兵士）
- 卒業M ドラマコレクション（野党1）
- 卒業M Plus（店の親父）
- タクミくんシリーズSincerely…（ホテルマン）
- DUO 女神異聞録 〜ペルソナ〜 BE YOUR TRUE MIND（テイラーズのメンバー）
- 街 第Qの男 〜QはquestionのQ〜（カバ沢猛）
- メルティランサー
- LUNAR SILVER STAR STORY LUNATIC FESTA（メリビアの民1）

### ラジオドラマ
- クリック&デッド NETWAYスイーパーズ（キャスター）
- タイム・リープ あしたはきのう（香坂）

### シリーズ一覧
1. ↑  『SEED』（2004年）、『PORTABLE』（2006年）、『CROSSRAYS』（2019年）、『ETERNAL』（2025年）